# Селаш
Селаш (порт. Celas; МФА: [ˈse.ɫɐʃ]) — парафія в Португалії, у муніципалітеті Віняйш. Розташована в північно-східній частині країни, на теренах історичної португальської провінції Трансмонтана. Входить до складу округу Браганса. За адміністративним поділом, чинним до 1976 року, терени парафії були складовою провінції Трансмонтана і Верхнє Дору. Належить до Брагансько-Мірандської діоцезії Католицької церкви. Патрон — святий Генезій. Площа — 37,8838 км². Населення — 269 ос. (2011). Слабо урбанізований регіон. Густота населення — 7,1 осіб/км²
. Код — 041204.

## Населення
| Кількість мешканців | Кількість мешканців | Кількість мешканців | Кількість мешканців | Кількість мешканців | Кількість мешканців | Кількість мешканців | Кількість мешканців | Кількість мешканців | Кількість мешканців | Кількість мешканців | Кількість мешканців | Кількість мешканців | Кількість мешканців | Кількість мешканців |
| ------------------- | ------------------- | ------------------- | ------------------- | ------------------- | ------------------- | ------------------- | ------------------- | ------------------- | ------------------- | ------------------- | ------------------- | ------------------- | ------------------- | ------------------- |
| 1864                | 1878                | 1890                | 1900                | 1911                | 1920                | 1930                | 1940                | 1950                | 1960                | 1970                | 1981                | 1991                | 2001                | 2011                |
| 781                 | 789                 | 877                 | 910                 | 980                 | 668                 | 708                 | 798                 | 914                 | 983                 | 584                 | 541                 | 470                 | 365                 | 269                 |